# Acylomus chinensis
Acylomus chinensis is een keversoort uit de familie glanzende bloemkevers (Phalacridae). De wetenschappelijke naam van de soort werd in 1992 gepubliceerd door Švec.